# Церква Покрови Пресвятої Богородиці (Морозовськ)
Церква Покрови Пресвятої Богородиці (рос. Церковь Покрова Пресвятой Богородицы) — православний храм у місті Морозовськ Ростовської області; відноситься до Волгодонської і Сальської єпархій, Білокалитвенське благочиння.
Адреса: 347210, Ростовська область, місто Морозовськ, вулиця Пастухова, 80.

## Історія
Перша Свято-Покровська церква на станції Морозівської побудована в 1902 році на пожертви парафіян; освячена 15 лютого 1903 року. Незабаром після Жовтневої революції храм був закритий, а потім повністю знищений .
19 вересня 1984 року релігійним товариством Морозовська куплений недобудований будинок жителя Морозовська — Лизенка Бориса Івановича для перебудови його під храм, дозволеної постановою Кіровського міськвиконкому № 211 від 20.09.1984 року .
Після обладнання храму на його території були побудовані причтовий будинок з проживанням священників, кухня і господарські будівлі. 15 вересня 1989 року митрополитом Ростовським і Новочеркаським Володимиром храм освячено в честь Покрови Пресвятої Богородиці. Пізніше при церкві створена недільна школа.
Святинями Свято-Покровської церкви є:
- ікона Священномученика Миколая Попова з часткою мощей,
- ікона Матрони Московської з часткою мощей,
- ікона Покрова Пресвятої Богородиці[5].

Настоятель Покровського храму з 1999 року — протоієрей Олександр Поштова, кандидат богослов'я . За свої старанну працю був нагороджений ювілейною медаллю Російської Православної Церкви «В пам'ять 200-річчя перемоги у Вітчизняній війні 1812 року» .